# Ian Plimer
Ian Plimer est un géologue australien, ancien professeur d'université, et administrateur d'entreprises minières. Il est connu pour son déni du réchauffement climatique, qui fait de lui l'un des principaux représentants de ce mouvement en Australie.

## Biographie

### Carrière
Ian Plimmer enseigne la géologie à l'université de Newcastle de 1985 à 1991, les sciences de la terre à l'université de Melbourne (dont il est professeur émérite) de 1991 à 2005 et la géologie minière à l'université d'Adélaïde de 2005 à 2012,,.
En parallèle, depuis les années 1990, il est membre des conseils d'administration de plusieurs entreprises minières (dont il possède parfois également des parts), parmi lesquelles plusieurs entreprises de la milliardaire Gina Rinehart, à partir de 2012 : Roy Hill, une filiale du géant minier Hancock Prospecting, ainsi que Hope Downs Iron Ore et Queensland Coal Investments, et en 2023 Warrego Energy,,,,,,. L'activité d'administrateur de Ian Plimer lui procure des revenus annuels supérieurs à 100 000 dollars en 2008 et 2009, selon un article de The Age de 2010.
Il est récipiendaire en 2004 de la médaille Clarke.

### Déni du réchauffement climatique
Ian Plimer est l'un des principaux climato-sceptiques australiens, et l'un des rares qui a une carrière scientifique, toutefois sans rapport avec les sciences du climat,.
En 2009, il publie Heaven and Earth, dans lequel il affirme, à l'encontre du consensus scientifique, que les activités humaines ne sont pas à l'origine du changement climatique, ce qui lui vaut l'approbation de la presse conservatrice et les critiques de la communauté scientifique. L'année suivante, accompagné du climato-dénialiste britannique Christopher Monckton, il effectue une tournée australienne, organisée par l'Institute of Public Affairs (en) et en partie financée par la milliardaire Gina Rinehart (dont l'une des entreprises, Roy Hill Holdings, compte à son conseil d'administration Ian Plimer),,.
En 2019, il compte parmi les signataires d'une pétition initiée par l'organisation climato-dénialiste néerlandaise Climate Intelligence Foundation, qui affirme qu'« il n'y a pas d'urgence climatique ». La même année, il signe une tribune climato-négationniste dans The Australian, qui, comme de précédentes tribunes dont il est l'auteur, compte de nombreuses affirmations fausses (telles que : il n'y a pas de fonte de la glace polaire) ; elle vaut au journal une décision de l'Australian Press Council (en) concluant à la violation du principe de déontologie journalistique qu'est l'exactitude,.
Une vidéo tirée de la Conservative Political Action Conference australienne de 2022 dans laquelle il déclare de manière trompeuse qu'il n'existe pas de démonstration de l'origine humaine du changement climatique circule de manière virale sur l'Internet anglophone et francophone et est réfutée par la communauté scientifique,.
Il appartient à plusieurs organisations climato-dénialistes australiennes et étrangères : il est membre du groupe Lavoisier, lobby australien,, compte parmi les experts de l'institut Heartland américain, fait partie du comité consultatif de l'Europäisches Institut für Klima und Energie, principal lobby allemand, et est membre du conseil scientifique du think tank britannique Global Warming Policy Foundation.